# Nicole Schmidhofer
Nicole Schmidhofer, född 15 mars 1989, är en österrikisk utförsåkare som har tävlat i världscupen sedan mars 2007.
Schmidhofer har totalt fem medaljer från junior-VM, varav fyra från VM i Altenmarkt/Flachau 2007. Hon tog två guld vid detta mästerskap, i storslalom och super-G. Vid VM i Garmisch-Partenkirchen 2009 vann hon bronsmedaljen i störtloppet.
Schmidhofer har deltagit i ett OS (2010) och ett VM (2013). Hennes bästa mästerskapsplacering är 11:e plats i VM.
I världscupsammanhang har hon två pallplatser, den första kom i italienska Cortina d'Ampezzo den 20 januari 2013 när hon kom tvåa. Nästföljande pallplats, en tredjeplats, kom nästan exakt ett år senare, på samma plats.

## Pallplatser i världscupen (2)
| Datum           | Ort               | Disciplin | Placering |
| --------------- | ----------------- | --------- | --------- |
| 20 januari 2013 | Cortina d'Ampezzo | Super-G   | Tvåa      |
| 24 januari 2014 | Cortina d'Ampezzo | Störtlopp | Trea      |

## Övriga meriter

### Junior-VM
- Två guld, ett silver, två brons